# عصبة الغرباء (فلم)
عصبة الغرباء هو فيلم فرنسي من إنتاج عام 1964 ومن أفلام الموجة الجديدة في السينما الفرنسية من إخراج جان لوك غودارد. أطلق الفيلم في أمريكا الشمالية باسم عصبة الغرباء وعنوانه الفرنسي مشتق من مصطلح فرنسي يعني الشذوذ عن المجموعة. يدور الفيلم حول مجموعة من ثلاثة أشخاص يرتكبون عملية سطو. تلقى الفيلم الكثير من المراجعات النقدية الإيجابية وأشير إلى المشهد الراقص فيه عدة مرات في الثقافات الشعبية.

## الحبكة
امرأة شابة تدعي أوديل (آنا كارينا) تلتقي برجل يدعى فرانز (سامي فراي) في صف اللغة الإنكليزية. أخبرته عن كومة من الأموال مخبأة في الفيلا التي تعيش فيها مع عمتها فيكتوريا والسيد ستولز في جوينفيل في إحدى ضواحي باريس. أخبر فرانز صديقه آرثر (كلود براشور) عن الأموال، ووضع الاثنان خطة لسرقتها.
يذهب فرانز وآرثر إلى صف اللغة الإنكليزية حيث يغازل آرثر أوديل ويسألها عن المال. تذهب أوديل إلى المنزل وتجد المال في غرفة ستولز. ثم تلتقي فرانز وآرثر ويذهبون إلى المقهى ويطلبون المشروبات ويرقصون. تخبر أوديل آرثر بأنها تحبه ويذهب الاثنان إلى منزل آرثر ويقضيان الليلة سويةً.
في اليوم التالي، يعلم عم آرثر بالمال ويطالب بحصته به. يقرر آرثر وفرانز وأوديل أن يقوموا بعملية السطو أبكر مما هو مخطط له. يلتقي الثلاثة ويركضون في متحف اللوفر في وقت قياسي. يذهبون في تلك الليلة إلى بيت أوديل ليجدوا أن باب غرفة ستولز مقفل. يطلب آرثر من أوديل أن تجد المفتاح ويعود كل من فرانز وآرثر في اليوم التالي إلى المنزل لتخبرهما أوديل أن أقفال المنزل تم تغييرها. يربطون فيكتوريا ويحبسونها في الخزانة، يفتشون المنزل ليجدوا كمية قليلة من المال. عندما يفتحون الخزانة ليستجوبوا فيكتوريا، يتفاجؤون بأنها ماتت، يغادر فرانز وأوديل ويبقى آرثر.
عندما يقود آرثر وأوديل بعيداً عن الفيلا، يرون عم آرثر يتجه إلى الفيلا فيعودون أدراجهم. عندما يعودون، يرون أن آرثر قد وجد بقية الأموال في منزل الكلب، يطلق آرثر وعمه النار على بعضهما ويموتان. يعود ستولز إلى المنزل ليجد أن فيكتوريا ما زالت حية. يهرب فرانز وأوديل وفي جعبتهما كمية صغيرة من المال من عملية السطو. يهربان سوية إلى أمريكا الجنوبية بعد أن أدركا حبهما المتبادل.

## مشاهد لا تنسى
عندما يكون فرانز وآرثر وأوديل في مقهى مزدحم، يقرر آرثر وأوديل الرقص. ينضم إليهما فرانز خلال تأديتهما حركات راقصة متكررة الموسيقى في الخلفية هي موسيقى آر آند بي أو موسيقى سول التي تم تأليفها للفيلم خصيصاً من قبل ميشيل ليجراند، لكن آنا كارينا قالت أن الممثلين أطلقوا عليها اسم رقصة ماديسون إشارة إلى رقص جديد بالنسبة لذلك الوقت. أثر مشهد رقصة ماديسون على المشهد الراقص لأوما ثورمان وجون ترافولتا في فيلم بلب فيشكن من إخراج كوينتن تارنتينو. وأثر أيضاً في فيلم هيل هارتلي بعنوان سيبمل مين.

## روابط خارجية
- مقالات تستعمل روابط فنية بلا صلة مع ويكي بيانات